# Харстон
Харстон (англ. Harston) — деревня в области Мелтон графства Лестершир на границе с Линкольнширом. Ближайший город Грантем находится в 10 километрах к северо-востоку.
В Харстоне расположена Церковь Святого Михаила и Всех Святых, представляющая историческую ценность и находящаяся под охраной государства. Старейшей частью цекви является башня, датированная первой половиной 14 века.
C 1889 по 1972 году в деревне интенсивно добывалась железная руда. Харстон был последним местом в Лестершире, в котором
добыча велась карьерным способом.